# Ялухин, Матвей Петрович
Матвей Петрович Ялухин (16 ноября 1908, Русаково, Камышловский уезд, Пермская губерния, Российская империя — 5 июня 1992, Екатеринбург, Свердловская область, Российская Федерация) — работник советского сельского хозяйства, птицевод, ветеран тыла, Герой Социалистического Труда (1988).

## Биография
Матвей Петрович Ялухин родился 16 ноября 1908 года в деревне Русаково Камышловского уезда Пермской губернии.
Вырос в селе Четкарино, посреди бедноты. В начале 1917 года подался в батраки к местному кулаку. В 1928 году семья Матвея вступила в товарищество по обработке земли, а после образования из него коммуны «Новый путь», 20-летний Ялухин был избран её первым председателем. После обострения классовой борьбы в 1929 году, как член небольшого костяка комсомольцев участвовал в раскулачивании и сразу раздавал найденное в тайниках кулаков местным коммунарам. В 1933 году, после окончания Шадринского птицеводческого техникума, приехал в образованный годом ранее птицеводческий совхоз «Балаирский» в посёлке Кузнецовский Талицкого района Уральской области, где начал работать зоотехником. Дослужившись до должности директора совхоза, вывел его в прибыльные хозяйства и за высокие показатели в 1939 году стал участником Всесоюзной сельскохозяйственной выставки в Москве, где в награду получил легковой автомобиль «ГАЗ-М1».
С января 1940 года по январь 1948 года Ялухин занимал пост председателя исполнительного комитета Талицкого районного Совета депутатов трудящихся, на руководство которым пришлись годы Великой Отечественной войны. 19 июня 1942 года указом Президиума Верховного Совета РСФСР административному центру района — рабочему посёлку Талица был присвоен статус города районного подчинения. За успешное выполнение плана хлебозаготовок 1944 года Талицкий район был удостоен Знамени Государственного комитета обороны СССР, а Ялухин как председатель райисполкома награждён орденом Отечественной войны II степени.
В послевоенное время Ялухин занял пост начальника управления по животноводству в управлении сельского хозяйства Свердловской области, а в 1949 году стал заместителем начальника областного управления сельского хозяйства. Избирался депутатом Свердловского областного Совета депутатов трудящихся. В 1965 году, после решений мартовского Пленума ЦК КПСС касательно развития промышленного птицеводства, 57-летний Ялухин был назначен на должность директора новообразованного Свердловского птицеводческого треста (впоследствии — генеральный директор производственного объединения «Свердловское» по птицеводству Свердловской области), которым бессменно руководил на протяжении 27 лет до самой смерти.
Не имея систематического образования, Ялухин обладал аналитическим умом, умел понимать людей, доходить до сути, строить стратегически выверенные планы, будучи в своём роде «самородком» и обладая редкими организаторскими способностями. Собрав команду специалистов своего дела (аграриев, строителей, энергетиков, механиков и т. д.), он превратил трест, состоящий из нескольких примитивных и убогих хозяйств, в конгломерат высокомеханизированных птицефабрик. На строительстве корпусов хозяйства были заняты коллективы многих заводов, в частности «Уралмаша» под руководством Н. И. Рыжкова, и впоследствии часть полученной продукции поступала работникам этих предприятий. Ялухин даже хвалился, что сам директор «Уралмаша» сидел у него в приёмной, так как первым лицам области было выгодно иметь на своей территории птицефабрику, которая приносила доход, создавала рабочие места, развивала социальную сферу. За годы его руководства мощности свердловского птицепрома возросли практически в два раза, а производственные показатели птицефабрики «Свердловская» — в пять раз, в результате чего начала исправляться ситуация с дефицитом яиц. К примеру, всего лишь за одно десятилетие с момента прихода Ялухина на производство — с 1965 года по 1975 года — производство яиц в год выросло с 113 миллионов до 900 миллионов, в 1977 году был произведён рекордный 1 миллиард яиц, а в 1979 году — уже 1 миллиард 200 миллионов. В 1973 году в строй была введена первая в области бройлерная птицефабрика, где для выращивания мясной птицы в тепле специально был подведён газ. Самой большой же гордостью Ялухина стала созданная в 1981 году птицефабрика «Рефтинская», построенная рядом с Рефтинской ГРЭС и ставшая настоящей фабрикой мяса. Между тем, во время строительства птицефабрики возник конфликт — по словам первого директора Рефтинской ГРЭС Ю. В. Иванова, Ялухин противился строительству фильтровальной станции и очистных сооружений, заявив, что это «не его дело, потому что он должен выращивать кур, а снабжать его предприятие питьевой водой и очищать их стоки должен кто-то другой».
Когда на двенадцатую пятилетку (1986—1990 гг.) хозяйству «Свердловское» было дано задание достичь к 1990 году объёмов производства яиц в размере 1 миллиарда 350 миллионов штук, данный показатель был достигнут уже к концу 1986 года. К 1987 году «под началом» Ялухина числилось 14 миллионов птиц. За годы руководства хозяйством за свою работу он был награждён орденом Ленина, Октябрьской Революции (дважды), Дружбы народов и «Знак Почёта». Наконец, в 1988 году, перешагнув рубеж своего 80-летия, Ялухин удостоился высшей трудовой награды — звания «Герой Социалистического Труда» с вручением золотой медали «Серп и Молот» и второго ордена Ленина. Его птицеводческое хозяйство впоследствии успешно справилось с переходом страны на рыночную экономику и продолжило свою работу (в 2011 году птицефабрика из государственного предприятия была преобразована в акционерное общество).
Матвей Петрович Ялухин скончался 5 июня 1992 года в Екатеринбурге на 84-м году жизни. Похоронен на Сибирском кладбище.

## Награды
- Звание «Герой Социалистического Труда» с вручением золотой медали «Серп и Молот» и ордена Ленина (19 декабря 1988 года, указом Президиума Верховного Совета СССР) — «за достижение выдающихся показателей в выполнении планов и социалистических обязательств по увеличению производства и продажи государству продукции животноводства, большой личный вклад в развитие птицеводства области и проявленную трудовую доблесть»[15].
- Орден Ленина (17 августа 1971)[1].
- Орден Октябрьской Революции (11 декабря 1973 года, 23 декабря 1976)[1].
- Орден Отечественной войны II степени (1 февраля 1945)[1].
- Орден Трудового Красного Знамени (8 марта 1958 года) — «за успехи, достигнутые в работе по увеличению производства и сдачи государству сельскохозяйственных продуктов»[16].
- Орден Дружбы народов (12 марта 1982)[1].
- Орден «Знак Почёта» (22 марта 1966)[1].
- Медаль «За трудовую доблесть» (5 марта 1955 года) — «за выслугу лет и безупречную работу»[17].
- Несколько медалей, в том числе медаль «За доблестный труд в Великой Отечественной войне 1941—1945 гг.», а также 15 медалей ВСХВ и ВДНХ СССР[3][1].

## Память
- В 2008 году именем Ялухина, а также Е. К. Ростецкого, Е. Ф. Маркина и С. В. Еремеева, были названы премии губернатора Свердловской области для тружеников агропромышленного комплекса Свердловской области, в частности отличившихся работников птицефабрик[18][19].
- В 2012 году очерк о Ялухине был издан в книге «Времени живые голоса» журналиста Я. Б. Хуторянского[20][21].
- Имя Ялухина носят фирменные магазины птицеводческой отрасли Свердловской области[3][22].